# Zezé Di Camargo & Luciano
Zezé Di Camargo & Luciano é uma dupla sertaneja brasileira formada em 1991, em Pirenópolis, Goiás, pelos irmãos Camargo; Zezé e Luciano. No mesmo ano, alcançaram popularidade com o lançamento do single "É o Amor", que se tornou um grande sucesso no Brasil. As estimativas das vendas da dupla variam, com algumas fontes mencionando mais de 20 milhões enquanto outras citam mais de 40 milhões de discos vendidos.

## Biografia e carreira

### Camargo & Camarguinho
Fã de Tonico e Tinoco, seu Francisco, um lavrador de Pirenópolis, uma cidade no interior do estado de Goiás, tinha o sonho de tornar dois de seus nove filhos em uma dupla sertaneja. Em 17 de agosto de 1962, nasceu Mirosmar (Zezé Di Camargo), o primogênito da família, e seu Francisco disse à sua esposa, dona Helena: "Agora precisamos da segunda voz...". Um ano depois, em 1963 nascia Emival. Quando Zezé completou 11 anos, ele ganhou do pai uma gaita de boca. Mais tarde, seu Francisco comprou uma sanfona e um violão para os filhos, que àquela altura já formavam a dupla Camargo & Camarguinho, e se apresentava em circos e rodoviárias. "Como eles tinham vergonha, eu dava dinheiro escondido para os outros pagarem os dois depois que cantassem. Era para incentivar...", relembra seu Francisco. 
Em 1974, a família foi para Goiânia, depois que seu Benedito, avô materno da dupla, quis de volta as terras onde eles moravam. Em Goiânia, passaram a morar num barraco de dois cômodos. O telhado era remendado com papelão e latas. Seu Francisco arrumou emprego como servente de obra, e Dona Helena trabalhava como lavadeira. Lá, Welington, irmão nove anos mais novo que Zezé, adquiriu paralisia infantil. A dupla Camargo e Camarguinho, que tocava canções de Tonico e Tinoco e de outras duplas da época, por vezes viajam para se apresentar no interior do país. No ano de 1975, voltando de uma apresentação em Imperatriz, no Maranhão, numa espécie de lotação, quando os garotos tinham 12 e 11 anos, Emival morreu num acidente. Zezé teve apenas um ferimento próximo ao olho. "Emival não voltou para casa. Éramos os irmãos mais ligados. Fiquei traumatizado..." – Zezé revelou mais tarde.

### Outros grupos, carreira solo e Zezé Di Camargo & Luciano
Com 13 anos Zezé já trabalhava como office-boy, mas não desistira da música. Posteriormente integrou dupla Neilton e Mirosmar. Neilton fazia a segunda voz e tocava violão, e Zezé di Camargo fazia a primeira voz e o seu instrumento era o acordeão. A diferença de idade entre os dois era de 13 anos. Aos 15 anos era o Zé Neto do trio Os Caçulas do Brasil, com o qual chegou a gravar um disco. Em 1979 formou parceria com um amigo de Goiânia, dez anos mais velho e remanescente do trio. A carreira da dupla Zazá & Zezé, que teve boa expressão em Goiás e no Mato Grosso, deu origem a três LPs lançados entre 1980 e 1984. Mas não vingou porque Zazá tinha planos regionais, Zezé queria ganhar o país.
Em 1987, Zezé resolveu partir para São Paulo e tentar carreira solo. Gravou dois discos pelo selo 3M. Por essa época, algumas de suas composições já eram sucesso nas vozes de duplas consagradas, como Chitãozinho e Xororó. "Apresentei 'Solidão' ao Leonardo, mas achava que ela deveria ser gravada pelo Amado Batista. Porém, o Leo gostava muito da canção. Fez um playback sem me avisar. Só contou quando já tinha decidido gravá-la", conta Zezé. A canção acabou fazendo sucesso nas vozes de Leandro & Leonardo.
Apesar das composições bem-sucedidas, o filho mais velho de seu Francisco queria mesmo era emplacar como cantor. Welson David, irmão dez anos mais novo, imaginava que Zezé estivesse fazendo sucesso em São Paulo. Não desconfiava que ele passava dificuldades que e as contas na casa de Zezé eram, muitas vezes, pagas por Zilú, sua mulher. Welson dizia em casa que cantava no clube da Caixego, onde trabalhava como office-boy. No Natal de 1989, o filho mais velho foi visitar a família em Goiânia. Welson aproveitou para mostrar o que sabia, mesmo sem nunca ter cantado profissionalmente. "Vi que ele tinha tino para a coisa", lembra Zezé. "Comentei com a Zilú e ela deu a maior força, afinal era meu irmão, novinho, boa pinta e sem vícios". Zezé precisava mesmo encontrar um parceiro. Ele estudava propostas de algumas gravadoras, que só fechariam contrato se o cantor formasse novamente uma dupla. Combinaram de se encontrar em São Paulo depois de um mês, a princípio, Zezé gravaria seu Terceiro Disco Solo, e Welson,(que se tornaria Luciano), faria participação em apenas uma faixa do disco, a música "Cara ou Coroa" Deram início aos ensaios. Zezé às vezes se irritava com o irmão mais novo. Ele começava bem, mas passava para a voz do seu irmão. Por pouco Zezé não manda o irmão de volta para a casa dos pais, depois de Welson ter se metido numa briga. "Quem não deixou foi a Zilú", recorda. Na hora de escolher o nome para a dupla, os dois passaram a ver qual soaria melhor ao lado de Zezé Di Camargo. "Que tal Luciano?", arriscou Zezé.

### Início do sucesso

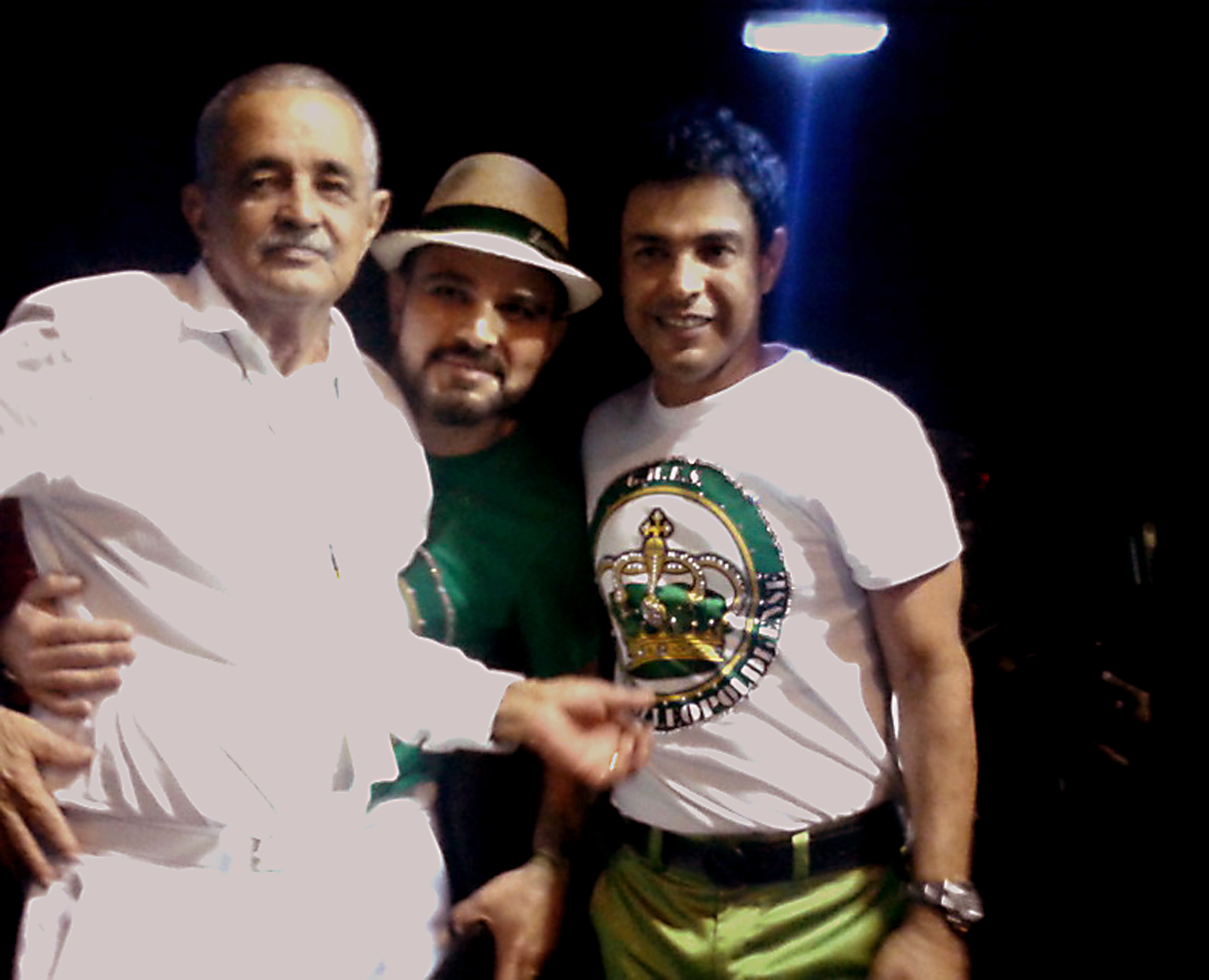
Os irmãos Zezé Di Camargo & Luciano ao lado do pai, Francisco, incentivador da carreira da dupla

Em 1990, a dupla fechou contrato com a gravadora Copacabana. Com o repertório definido e faltando um dia para a dupla entrar em estúdio, Zezé teve um estalo e compôs "É o Amor". Insistiu com os executivos da gravadora e acabou conseguindo incluir a faixa no LP. Antes mesmo de o disco sair, Zezé Di Camargo deixa uma fita com "É o Amor" na rádio Terra FM de Goiânia. Seu Francisco, sempre incentivador, comprava 500 fichas telefônicas por semana e as espalhava pela vizinhança. Ele dizia para que ligassem para a rádio e pedissem a canção que seus meninos haviam acabado de gravar. Funcionou: em 15 dias "É o Amor" era a canção mais pedida da cidade.
Antes de emplacar um sucesso atrás do outro cantando ao lado do irmão Luciano, Zezé já conhecia o gostinho de ver suas canções nas paradas de sucesso de todo o país. Ele compunha principalmente para amigos famosos como Chitãozinho e Xororó e Leandro & Leonardo. Ele assina, em média, cinco faixas de cada CD da dupla. Suas letras, com raríssimas exceções, falam do amor e suas dores, tema que ele considera universal, com o qual todos se identificam. Foi 19 de abril de 1991 que Zezé Di Camargo & Luciano lançaram seu 1º álbum de carreira. Em dois meses "É o Amor" alçava seus intérpretes ao primeiro lugar no hit parade. Em seis meses o CD de estréia dos cantores ganhava disco de platina duplo por 750 mil cópias. Em pouco mais de um ano atingia a casa de 1 milhão de cópias. Este LP marcou época por seu repertório impregnado de boleros e baladas românticas. Dos boleros desse disco, destacam-se principalmente "Deus" (Zezé di Camargo - José Fernandes), "Pouco a Pouco" (Jorge Gambier) e "Eu Te Amo" (Roberto Carlos), versão do sucesso dos Beatles, "And I Love Her". Entre as baladas românticas desse disco, destaca-se principalmente "Quem Sou Eu Sem Ela" (Zezé di Camargo), que conquistou as paradas de sucesso naquele ano ao lado de "É o Amor", a principal balada romântica do disco. Fato curioso desse disco foi que originalmente ele teve 13 faixas, sendo lançadas apenas na primeira tiragem do disco, sendo que a partir da segunda tiragem foram excluídas do disco pra dar lugar a outra faixa gravada com Fafá de Belém. As excluídas foram "Onde Foi Que Eu Errei" (Fátima Leão e Felipe) e "A Ultima Vez" (Zezé di Camargo e Fátima Leão ) e inclusa foi "Águas Passadas" (Paulo Debétio e Paulinho Rezende). Três belas guarânias, hoje em dia só se encontra no mercado as músicas da segunda tiragem.
Em 1992, a dupla emplacou mais um hit que passou a ser tema da novela Perigosas Peruas, e foi "Eu Te Amo" (Roberto Carlos), uma versão da música "And I Love Her" (John Lennon/Paul McCartney), sucesso da banda britânica The Beatles. No mesmo ano, a dupla lançou o 2º álbum de carreira, e emplacaram hits como "Coração Esta Em Pedaços" (Zezé Di Camargo) e "Muda de Vida" (Fátima Leão/Elias Muniz/Carlos Randall). Em 1993, foi lançado o 3º álbum de carreira, que trouxe grandes sucessos como "Saudade Bandida" (Zezé Di Camargo), "Faz Mais Uma Vez Comigo" (César Augusto) e "Eu Só Penso Em Você" (Jerry Adriani/Lilian Knapp), esse último é uma versão da música "Always on My Mind" (Wayne Carson/Jhonny Christopher/Mark James), sucesso do cantor Elvis Presley. Além de trazer a participação do cantor americano Willie Nelson, a música foi tema da novela Fera Ferida. Em 1994, foi lançado o 1º álbum em espanhol da dupla, intitulado Camargo & Luciano. No mesmo ano foi lançado o 5º álbum de carreira, que teve inúmeros sucessos como "Salva Meu Coração" (Zezé Di Camargo), "Você Vai Ver" (Elias Muniz/Carlos Colla), "Como Um Anjo" (Lucas Rhobles/Roberto Merli), "Vem Cuidar de Mim" e "Foi a Primeira Vez" (César Augusto/Piska). Em 1995, a música "Foi a Primeira Vez", entrou para trilha sonora da novela Cara & Coroa e foi incluída como faixa bônus no 6º álbum de carreira, lançado no mesmo ano. Esse disco teve grandes sucessos como "Pão de Mel" (Zezé Di Camargo), "Vem Ficar Comigo" (César Augusto/Reinaldo Barriga/Zezé Di Camargo), "Sem Medo de Ser Feliz" (Zezé Di Camargo) e "Menina Veneno" (Ritchie/Bernardo Vilhena), sucesso do cantor Ritchie. Ainda em 1995, apresentaram uma série de shows juntamente com as duplas Chitãozinho & Xororó e Leandro & Leonardo chamada Amigos, pelo especial de fim de ano na Rede Globo, que durou até 1998, sem Leandro, falecido no dia 23 de junho do mesmo ano. Em 1996, a música "Sem Medo de Ser Feliz" entrou para trilha sonora da novela O Rei do Gado. No mesmo ano, lançaram o 7º álbum de carreira, e os sucessos desse disco foram "Indiferença" (Zezé Di Camargo), "Preciso Ser Amado" (César Augusto/Piska), "Quando a Gente Ama Demais" (Zezé Di Camargo) e "Vivendo Por Viver (Cobel / Márcio Greyck), regravação de Roberto Carlos. A canção "Preciso Ser Amado" foi originalmente gravada pela cantora Jayne, com o nome de "Preciso Ser Amada".
Em 1997, foi lançado o 8º álbum de carreira, que teve como sucesso as canções "Toma Juízo", "É Minha Vida", "Cada Volta é Um Recomeço" (5ª música nacional mais tocada no Brasil na década de 90, e "Felicidade, Que Saudade de Você". Em 1998, a canção "Vem Ficar Comigo" fez parte da trilha de "Estrela de Fogo" da Rede Record e "Felicidade Que Saudade de Você" entrou para trilha sonora da novela Torre de Babel e incluída como faixa bônus do 9º álbum de carreira, lançado em 1998. Nesse disco, emplacaram os hits "Pra Não Pensar Em Você", "Dois Corações e Uma História" e "Pior é Te Perder". E teve duas faixas que falam sobre o horário político, e são "Meu País" e "Deus Salve a América". No mesmo ano, a dupla gravou juntamente com o cantor Julio Iglesias a música "Dois Amigos". Em 1999, lançaram o 10º álbum de carreira, na qual a faixa "Pare!" parou nas programações de todas as rádios durante meses, assim como "Será Que Foi Saudade", "Amor Selvagem", duas canções seguintes que dividiam as "paradas" das mais pedidas e tocadas do país. No mesmo ano, na Rede Globo, apresentaram o programa Amigos & Amigos juntamente com Leonardo e Chitãozinho & Xororó, feito pela homenagem a Leandro.

### Década de 2000
Em 2000, iniciaram uma turnê chamada Zezé Di Camargo & Luciano 2000, que era feita uma inauguração dos 10 anos de carreira da dupla e shows no Credicard Hall. No mesmo ano, gravaram o primeiro álbum ao vivo da carreira no Olympia, em São Paulo, que traz sucessos da história da dupla e inclui duas músicas inéditas: "Da Boca pra Fora" e "Mexe Que é Bom". O álbum ao vivo da dupla saiu no dia 19 de abril do mesmo ano, data onde é comemorado o aniversário da dupla. No segundo semestre, a dupla lança seu 11º álbum de carreira, previsto para novembro, que traz os sucessos "Antes de Voltar pra Casa", "Dou a Vida por Um Beijo", "Tarde Demais", "Do Jeito Que a Moçada Gosta" e "O Que é Que Eu Faço".
Em 6, 7 e 8 de abril de 2001, a dupla gravou o primeiro DVD da carreira, no ATL Hall, Rio de Janeiro, que comemorara seus 10 anos de carreira, reunindo os sucessos "É o Amor", "Você Vai Ver", "Pão de Mel", "Indiferença", "Pra Não Pensar em Você", "Pare!", "Mexe Que é Bom", entre outras, e os novos sucessos "Antes de Voltar pra Casa", "Dou a Vida por Um Beijo" e "Do Jeito Que a Moçada Gosta"; também trazendo as regravações internacionais como "Bella Senz'Anima" e "How Can I Go On" que contou com a participação especial de Sylvinha Araújo, o instrumental da música "Fascinação" e incluindo também os sucessos "Planeta Água" e "La Cautiva". No segundo semestre de 2001, a dupla lança seu 12º álbum de carreira, com os sucessos "Passou Da Conta" (que foi uma releitura do single de Bruno & Marrone), "Nem Mais Uma Dúvida" e uma clássica regravação no DVD, "Bella Senz'Anima".
Em 2002, lançam o segundo CD em espanhol, com grandes sucessos e também as inéditas versões do grupo Roupa Nova, das músicas "Luz De Mi Mundo ( Volta Pra Mim )" e "Mi Universo Eres Tu (Meu Universo é Você)". Ainda em 2002 lançaram o 14º álbum de carreira, que conteve os sucessos "A Ferro e Fogo", "Preciso de Um Tempo", "Balançou" e "Sufocado", versão da música "Drowning", sucesso da banda Backstreet Boys, além da regravação de "Rio e Nova York", lançada originalmente por outra dupla: Edson & Hudson. Daí em diante, Zezé Di Camargo e Luciano não pararam mais. Todos os álbuns são sinônimo de sucesso e a cada lançamento a marca de um milhão de cópias sempre é superada. "Doy la vida por un beso" música do segundo álbum em espanhol, foi tema de abertura da telenovela mexicana "Por Ti" da TV Azteca. 

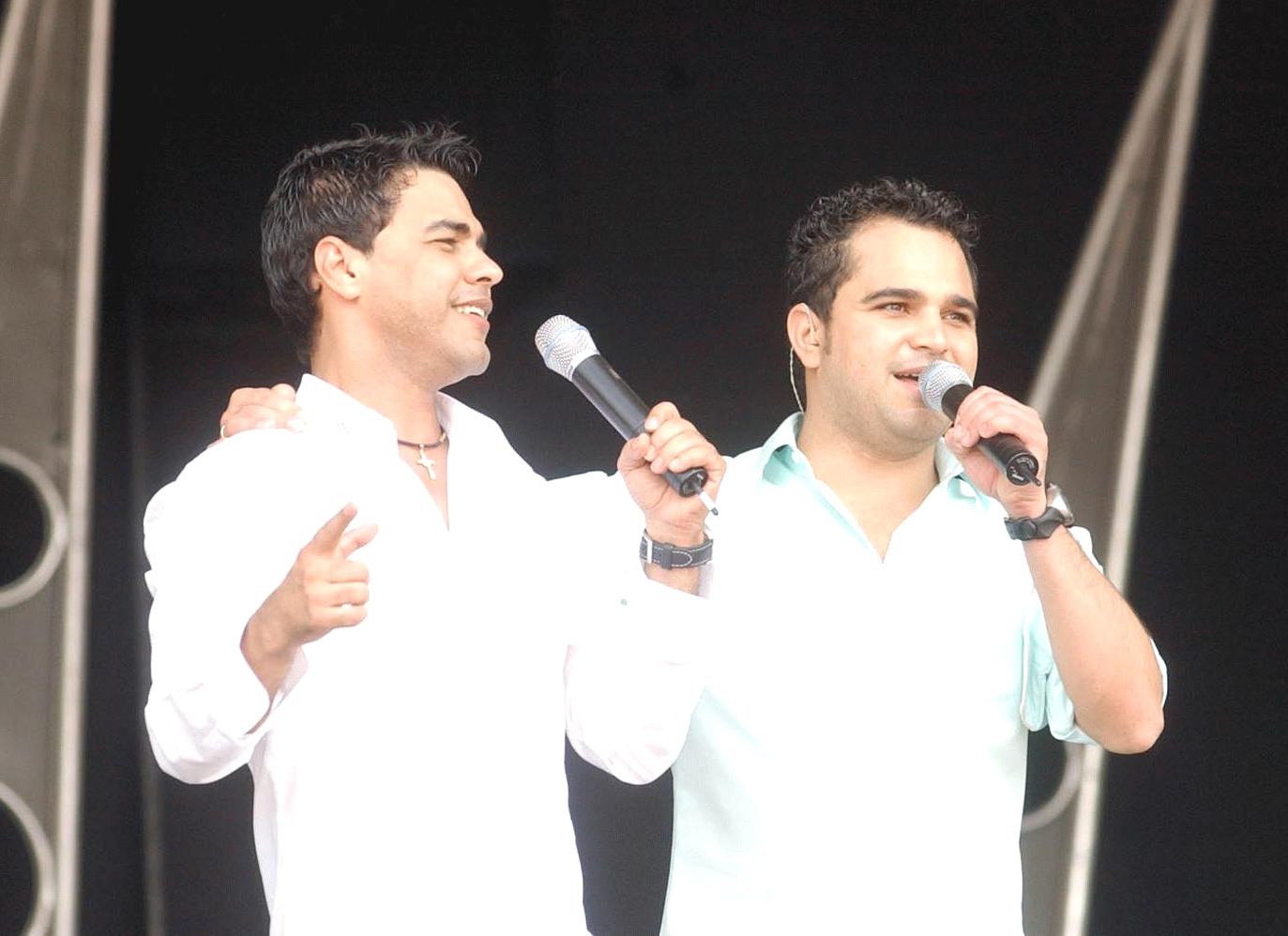
A dupla em uma apresentação no ano de 2003

No ano de 2003, a dupla foi agraciada com dois prêmios: da Academia Brasileira de Letras (como melhor dupla) e o Grammy Latino como melhor álbum de música sertaneja.
No segundo semestre do mesmo ano, foi lançado o 15º álbum de carreira, que teve inúmeros sucessos como "Pra Mudar a Minha Vida", "Nosso Amor é Ouro", "Pra Sempre", "Galera Felicidade" e "Eu Amo". Também teve o clássico sertanejo "Tristeza do Jeca", que é tema da novela Chocolate com Pimenta. Foi em 2003 também que a voz de Zezé começou a dar certos indícios de rouquidão e desgaste, o que pode ser percebido em alguns shows realizados pela dupla e participações em programas na época, até mesmo no CD (apesar dos ajustes feitos em estúdio). Porém ainda não era algo grave, e ele ainda podia cantar sem muita dificuldade, porém nos anos seguintes esse problema foi se agravando.
Em 2004, a canção "Nosso Amor é Ouro" foi trilha sonora da novela Cabocla, da Rede Globo. No mesmo ano, foi lançado um box especial em comemoração a marca de 20 milhões de cópias vendidas, intitulado Dois Corações e Uma História, com sete CDs e 100 músicas. Os seis primeiros discos contém, cada um, 14 faixas, pertencentes a dois discos originais, 7 faixas de cada disco. O sétimo disco contém 16 faixas, formadas por gravações raras e duetos realizados com outros artistas. O mesmo box inclui um DVD bônus, contendo 14 videoclipes da dupla. O box vendeu 500 mil cópias, somando 3 milhões e 500 CDs vendidos. Nos dias 20 e 21 de agosto do mesmo ano, gravaram o segundo DVD da carreira, Zezé Di Camargo & Luciano ao Vivo na Estrada, em Recife, Pernambuco. Também em 2004, a dupla recebe pela segunda vez o Grammy Latino, dessa vez com a categoria de Melhor Álbum de Música Romântica.
Ainda nesse ano, uma pesquisa sobre o perfil da juventude brasileira, realizada pelo Instituto da Cidadania e pela Fundação Perseu Abramo (publicada no jornal O Globo e nas revistas Isto É e na Veja Especial Jovem, entre outros veículos), indicou Zezé Di Camargo e Luciano como os artistas preferidos pelos jovens entre 15 e 24 anos. Novamente se comprova que, além de manter um grande público desde o início de sua carreira, novos fãs foram se agregando à dupla, pois, no target pesquisado, os mais velhos (24 anos) tinham apenas 11 quando os artistas iniciaram sua carreira. 
Em 2005, a dupla lança o 16º álbum de carreira, que teve como sucesso as canções "Fui Eu", sucesso do cantor José Augusto nos anos 80, e que consagrou a Dupla com a música mais tocada pelo segundo ano consecutivo, "Fera Mansa", "Átomos" e "Foi". Ainda no mesmo ano a música "Fera Mansa" entrou para trilha sonora da novela América. No mesmo ano, a história da vida e da carreira da dupla foi contada no filme 2 Filhos de Francisco, parceria da dupla com a produtora Conspiração Filmes e com os Estúdios Mega. O longa assinado pelo diretor Breno Silveira trouxe os atores Márcio Kieling, Thiago Mendonça (interpretando, respectivamente, Zezé e Luciano) e Ângelo Antônio (que vive Francisco, pai dos irmãos). O filme quebrou recordes de bilheteria no Brasil, sendo assistido por mais de 5,3 milhões de pessoas (marca superada pelo filme Se Eu Fosse Você 2, em 2009, com mais de 6 milhões de pessoas). Com o sucesso do filme, veio o sucesso da música "No Dia Em Que Eu Saí de Casa", que já tinha sido gravada pela dupla em 1995, mas só ficou conhecida dez anos depois por causa do filme.
Ao completar 15 anos de carreira, alcançam a marca de 30 milhões de cópias vendidas. Uma comprovação da enorme popularidade da dupla é que 30 milhões de cópias, em 15 anos de carreira, significam aproximadamente 3 (três) CDs vendidos por minuto, ininterruptamente. Devido a essa comemoração, a gravadora lançou em 2006 o box 15 Anos de Sucesso, com três CDs e um DVD. O box começa com os inúmeros sucessos de 15 anos todos estes em 15 faixas. O segundo reúne gravações raras, participações especiais de artistas e uma música inédita: "Tempo Perdido". Na sequência o terceiro é registrado na trilha sonora do filme 2 Filhos de Francisco e mais o DVD Ao Vivo na Estrada. O ano de 2006 ainda proporcionou a dupla novas e excelentes premiações como o Prêmio TIM de Música, realizado no Teatro Municipal do Rio de Janeiro, no qual Zezé Di Camargo e Luciano levaram para casa o prêmio de Melhor Dupla de Canção Popular. A consagração continuou com o Prêmio Contigo de Cinema, sabiamente realizado no Museu Histórico Nacional, no qual o filme 2 Filhos de Francisco foi o grande vencedor da noite recebendo vários prêmios, como o de melhor filme do ano, pelo júri popular; Ângelo Antônio foi escolhido como o melhor ator, Dira Paes levou o prêmio de melhor atriz e Zezé Di Camargo e Caetano Veloso por melhor trilha sonora. No segundo semestre a dupla lança seu 18º álbum de carreira o primeiro com título, Diferente. O CD, a exemplo dos anteriores alcança rapidamente a liderança de vendas no mercado brasileiro e também o 1º lugar de execução nacional com a música "Diz Pro Meu Olhar". Com participações de Ivete Sangalo (Amor que Fica), Chico Buarque (Minha História) e Silvinha Araújo (How Can I Go On) e uma grande e boa surpresa, a interpretação de Luciano para a versão em português de Hey Jude com Zezé Di Camargo ao piano, outros destaques do CD são "Olha Eu Aí" e "Que Seja Bem-Vinda". Em 2007, a dupla lançou uma coletânea com registros de parcerias que fizeram com grandes artistas ao longo da carreira. O trabalho foi intitulado Raridades, uma co- produção das gravadoras Sony Music e Som Livre e teve inúmeras parcerias com grandes intérpretes da música nacional e internacional, como Chitãozinho & Xororó, Daniel, Fagner, Sérgio Reis, Ivete Sangalo, Willie Nelson,  Dominguinhos,  Wanessa Camargo (filha de Zezé), entre outros. Em 2007, a Banda Calypso e a própria dupla foram citados como os artistas mais ouvidos no país.
Em 2008, foi lançado o 19º álbum de carreira, que teve os sucessos "O Que Vai Ser de Nós", "Não Quero Te Perder", "Faça Alguma Coisa" e "O Povo Fala". Poucos meses antes do lançamento do álbum, em 2008 a dupla lançou como singles (que não são do álbum) as canções "Chega", que foi gravada inicialmente no CD de 1999 (faixa 5), agora recebendo nova roupagem com os arranjos do KLB, e "A Garota de Ontem", com participação do grupo, esta última é a versão da música "The Girl From Yesterday", da banda The Eagles. As 2 canções foram lançadas depois da época que Zezé di Camargo fez uma cirurgia nas cordas vocais, depois da situação de ficar sem voz para gravar novas músicas.
Em 2009 a dupla realizou a primeira edição do Cruzeiro É o Amor no Navio Costa Mágica. No mesmo ano, a música "Faça Alguma Coisa" entrou para trilha sonora da novela Paraíso. No mesmo ano, foi lançado o CD duplo e DVD, intitulado Duas Horas de Sucesso - Ao Vivo, gravado no dia 28 de Agosto de 2008 no Credicard Hall, em São Paulo. O DVD e o CD traz 22 músicas, incluindo todos os grandes sucessos e ainda 5 músicas inéditas como "O Povo Fala", "Não Quero Te Perder", "Nunca Amei Assim", "O Melhor é Dar Um Tempo" e "O Que Vai Ser de Nós", dentre as regravações destaca - se "Nosso Amor é Ouro/ Pão de Mel como a 8ª música mais tocada da década

### Década de 2010
Em 2010, a dupla realizou a segunda edição do cruzeiro É o Amor no Navio Costa Mágica. Em maio do mesmo ano a dupla lançou seu 22º álbum de carreira, intitulado Double Face, e lançado em formato duplo, como sugere o título. O lado A é formado por canções inéditas, como "Tapa Na Cara"(primeira música de trabalho). O lado B, por sua vez, contém regravações de clássicos da música sertaneja, realizando um antigo desejo de Zezé di Camargo - gravar canções que fizeram sucesso antes de os irmãos se tornarem famosos. No Dia das Mães de 2010, o álbum alcançou a expressiva vendagem de 70 mil cópias para o consumidor final (não incluídas as cópias vendidas pelas gravadoras para as lojas). Outras faixas em destaque deste disco são as faixas "Tão Linda e Tão Louca" e "Mentes Tão Bem", esta última entrou na trilha sonora da novela Araguaia no mesmo ano, que foi tema de Cléo Pires e Murilo Rosa no trama, personagens Solano e Estela. Ainda em 2010 a dupla lança pela revista Contigo o livro "Dois Corações e Uma História", livro que inspira a obra dos irmãos e os shows levados pelo Brasil. No mesmo ano, o disco "Double Face" venceu na categoria de Melhor Álbum de Música Sertaneja, pelo Grammy Latino.
Em 2011 a dupla fez a terceira edição do cruzeiro "É o Amor no Navio Costa Mágica". Em 19 de abril do mesmo ano, Zezé Di Camargo & Luciano comemoram 20 anos de Sucesso, e celebrando a data, eles lançaram uma coletânea com 20 faixas, todas marcadas pela comemoração e no dia 13 de setembro a dupla gravou o 4º DVD no Golden Hall WTC em São Paulo - SP comemorando essa data colocando grandes sucessos e ainda 9 músicas inéditas, a qual lançaria no ano seguinte. Ainda em 2011, foram vencedores da categoria de Melhor Dupla de Canção Popular do Prêmio da Música Brasileira.
Na noite de 27 de outubro de 2011, no início do show no Teatro Guaíra, em Curitiba, a dupla expôs ao público, um desentendimento nos camarins, quando Zezé Di Camargo subiu sozinho no palco, iniciou o show e fez um desabafo. Ele pediu a ajuda da plateia para cantar e disse que era a primeira vez que isso acontecia em mais de 20 anos de carreira. Poucos minutos depois Luciano também subiu ao palco e disse que cumpriria seus compromissos com a dupla até o fim do ano e após este período, a dupla sertaneja seria desfeita. Informação desmentida posteriormente pela assessoria deles.
Em 2012 a dupla realizou a quarta edição do Cruzeiro É o Amor no Navio Costa Mágica. No mesmo ano a dupla lança finalmente o seu 23º álbum de carreira com 14 músicas, sendo 6 gravadas em estúdio e 8 extraídas da gravação de seu quarto DVD ao vivo, entre elas, a primeira música de trabalho "Sonho de Amor", sucesso de Patrícia Marx nos anos 90. O DVD trouxe a participação da cantora Paula Fernandes (na música "Criação Divina") e do maestro Eduardo Lages (nas músicas "Em Algum Lugar do Passado" e "Vivendo Por Viver"). Outras faixas em destaque deste disco são a faixa "Sou Seu Amor e Você é Minha Vida", gravada em estúdio e lançada como segundo single, "Labirinto" e "Eu Tô Na Pista, Eu Tô Solteiro", essas últimas extraídas do DVD ao vivo 20 Anos de Sucesso, gravado em setembro de 2011 no Golden Hall WTC (SP), trazendo também regravações de modões de viola e clássicos que marcaram a história da dupla.
Em 2013 lançaram o primeiro EP intitulado Teorias, com 5 músicas inéditas, entre elas o single que intitula o EP. Pela primeira vez na carreira a dupla aposta em um EP, prática que outros artistas provaram recentemente, como Paula Fernandes e Luan Santana.
No ano seguinte a dupla lançou seu mais recente álbum de estúdio intitulado Teorias de Raul, a qual o carro-chefe foi "Flores em Vida". A parceria com Gusttavo Lima está estampada em duas faixas: "Se For Para Judiar", cuja letra é assinada por ele, e "Do Outro Lado da Moeda", que tem de fato sua voz e surge aqui como um bônus. Música esta já gravada, originalmente, para o álbum Do Outro Lado da Moeda de Gusttavo. O grupo Roupa Nova foi convidado pelos irmãos e participa da faixa "Depende". Em 2015, a dupla lançou seu novo álbum ao vivo e DVD intitulado Flores em Vida - Ao Vivo. Tudo aconteceu em São Paulo, no dia 16 de janeiro de 2015, no Citibank Hall. O DVD e o CD traz grandes sucessos da dupla e inclui 2 músicas inéditas ao vivo e 3 faixas bônus de estúdio também inéditas. O primeiro single deste álbum se chama "O Defensor" (nas rádios desde 8 de março). Números especiais também fazem parte do projeto: Zezé Di Camargo cantando solo as músicas "Everything I Do (I Do It For You)", clássico de Bryan Adams, e "Caruso", de Lucio Dalla; e Luciano cantando "Do Seu Lado", de Nando Reis. Receberam também, no dia 11 de junho de 2015, o 26º Prêmio da Música Brasileira na categoria Melhor Dupla de Canção Popular. No de 16 de maio de 2016 eles lançam a música "Eu e Você", primeiro single do álbum Dois Tempos, projeto de dois volumes com seu primeiro lançado em dezembro do mesmo ano. O segundo, Dois Tempos - Parte 2 saiu em junho de 2017 com "Destino" sendo o primeiro single deste. Em 2019, anunciam a volta do projeto Amigos junto com Chitãozinho & Xororó e Leonardo, nesse mesmo ano, no dia 7 de setembro, gravam em São Paulo um especial do projeto que é convertido em um álbum chamado A História Continua - Ao Vivo em São Paulo e que é exibido como um especial de fim de ano na TV Globo no dia 18 de dezembro.

### Década de 2020
Em maio de 2020, por conta da Pandemia de COVID-19, relançam a música Vai Dar Tudo Certo, do álbum homônimo de 2005.

## Cinema e teatro
- 2 Filhos de Francisco - filme dirigido por Breno Silveira , onde foram interpretados no cinema por Márcio Kieling e Thiago Mendonça . Nele é contada a história da vida e da carreira dos irmãos. Alcançou público de mais de 5,3 milhões de espectadores, durante sua exibição nos cinemas,[17] e vendeu mais de 600 mil cópias de sua versão em DVD, rendendo-lhe o DVD de Diamante Duplo.
- 2 Filhos de Francisco - O Musical -  Com direção de Breno Silveira, foram interpretados no teatro por Beto Sargentelli e Bruno Fraga. [17]